# 黒木久勝
黒木 久勝（くろき ひさかつ、1973年 - ）は映画、テレビドラマ、舞台の脚本家である。大阪府出身。一二三所属。

## 脚本参加作品

### 映画
- 2007年 『悪夢探偵』※
- 2009年 『悪夢探偵2』※
- 2010年 『鉄男 THE BULLET MAN』※
- 2010年 『ゴスロリ処刑人』
- 2011年 『RONIN POP』
- 2011年 『TSY タイム スリップ ヤンキー』
- 2012年 『タバコイ〜タバコで始まる恋物語〜』
- 2016年 『ドクムシ』
- 2017年 『猫忍』

### テレビドラマ
- 2008年 テレビ東京 『週刊真木よう子 第10話 ひなかの金魚』
- 2012年 BS朝日 『悪夢のドライブ 第4/5話』
- 2012年 テレビ東京『Stand Up!!ヴァンガード』
- 2013年 テレビ東京『まほろ駅前番外地　第9/10話』◆
- 2013年 テレビ神奈川、BSフジ 他『猫侍 全12話』
- 2015年 テレビ神奈川、BSフジ 他『猫侍 SEASON2 全12話』

### 舞台
- 2007年『哀しい予感』
- 2007年『劇団 ROUTE30 第一回公演「SAKANA」』※
- 2007年『吉本新喜劇「六月の花嫁」』
- 2008年『劇団 ROUTE30 第二回公演「ひなかの金魚」』※
- 2009年『劇団 ROUTE30 第三回公演「kabutomushi」』※

### 短編フィルム/PV
- 『YOSHIMOTO DIRECTOR'S100 ボロボロな人』
- 『YOSHIMOTO DIRECTOR'S100 スキヤキのうどん』※
- 2011年『AKB48「アイスのくちづけ」PV』

※印は共同脚本
◆印は脚本協力